# Emilia Herrera Obrecht
Emilia Bau Milén Herrera Obrecht (Santiago de Chile, 15 de julio del 1996 - Valdivia, 17 de febrero del 2021) fue una militante transfeminista, asesinada de un disparo en la cabeza en el contexto de un conflicto entre un condominio y una comunidad mapuche, por el acceso a una playa del Lago Riñihue.

## Biografía
Emilia Herrera nació el 15 de julio del 1996 en la clínica San Pancracio de Santiago Centro. Se crio en Puente Alto con su madre Denise, profesora de arte en el colegio Víctor Jara de La Pintana. Emilia Herrera estudió en el colegio Raymapu de La Florida y en un colegio particular subvencionado. Luego estudió en el Liceo artístico Salvador y en la ARCIS. En 2014, con sus compañeros de curso, participó de la toma del campus.
Cercana a las causas animalistas, se acercó a las causas antipatriarcales y feministas cuando vivió en Argentina, entre 20 y 21 años, donde además empezó su transición de género.
En 2020, Emilia Herrera se mudó de Puente Alto al Lof Llazkawe, en la zona de Panguipulli. Ese mismo año, luchó por la defensa de alerces del parque Alerce Costero, en el contexto de la construcción del tramo 2 de la ruta Corral–La Unión, que lo atraviesa.
Al momento de su muerte tenía 25 años.

## Contexto de la muerte
Los propietarios del condominio Riñimapu, ubicado en la desembocadura del Lago Riñihue, donde nace el río San Pedro, fueron acusados por el Lof Llazkawe de haber instalado un cerca que impedía el acceso al borde del lago y miembros del lof comenzaron a reclamar el control de la zona, realizando acciones tal como la toma de dos cabañas desocupadas, cortes temporales de la ruta que lleva al local, y uso del quincho del condominio.
En enero de 2021, debido al aumento de tensión con el Lof Llazkawe, el comité del condominio contrató a la empresa de guardias de seguridad Security Look. Los guardias llegaron a un acuerdo con integrantes del lof, dejándoles acceder a la zona aledaña del quincho para evitar conflictos.
Un mes después, el comité del condominio, descontento por la situación, hizo llegar a un grupo de supuestos «jardineros», oficialmente para reparar un cerco. Sin embargo, según los guardias, esos «jardineros» fueron contratados por un miembro del comité para «hacer el trabajo que ellos no hacían» y que «iban a matar». El 12 de febrero, una semana después de la llegada de los «jardineros», el dueño de la empresa Security Look decidió no seguir prestando servicio en el condominio, para evitar un daño a la imagen de su empresa.
El 16 de febrero, cuando los guardias tomaron su turno a las 8 de la mañana, miembros del Lof Llazkawe, conocidos por los guardias, se instalaron en el sector del quincho del condominio. El hecho generó cuestionamientos de parte de los «jardineros» que se acercaron con machetes al grupo para expulsarlo. El grupo huyó en dirección del lof. Debido a la molestia a los residentes que causó el uso del quincho por personas externas al condominio, fueron llamados los Carabineros y lograron calmar la situación. Sin embargo, luego los miembros del lof pidieron a los guardias sacar a los «jardineros» del quincho, considerando que esa zona era parte del camino de acceso al lago.Los Carabineros pidieron a las personas que ocupaban el quincho de retirarse, pero se negaron, y los Carabineros su fueron a buscar más contingente. Luego de eso, cerca de las 22:00, Emilia Herrera y varios miembros del lof decidieron ir de forma pacífica a conversar con el jefe de los guardias para entender por qué no se habían respectado los pactos y fueron disparado por el «jardinero» Francisco Jara Jarpa.Una de las balas impactó de la cabeza de la mujer.
Emilia Herrera fue llevada por miembros del lof al hospital de Panguipulli, donde ingresó de urgencia. Luego de determinar que había sufrido muerte cerebral, fue trasladada al hospital base de Valdivia. Falleció a las 1:43 de la mañana del 17 de febrero del 2021.

## Juicio
Siete «jardineros» fueron imputados. Se decretó prisión preventiva para tres de ellos: Francisco Javier Jara Jarpa, Cristian Mauricio Larenas Cisternas y Carlos Alberto López Aguayo.
Según el medio de comunicación Ciper, «no hay rastros de que la fiscalía haya investigado el rol de los propietarios del condominio». La sentencia fue anunciada el 27 de enero del 2023. Según la sentencia de primera instancia, fue el jardinero Francisco Jara Jarpa quién disparó con una pistola calibre 38. De siete «jardineros» imputados, Francisco Jara Jarpa fue el único condenado, a doce años de reclusión como autor de homicidio y cuatro años por tenencia ilegal de arma de fuego.
Los abogados de la madre de Emilia Herrera y el Ministerio público presentaron un recurso de nulidad, que fue rechazada por la Corte de Apelaciones de Valdivia el 17 de marzo del 2023.